# Cuir exotique
 (décembre 2021).
 (juin 2020).
Grâce au tannage contemporain, il est aujourd'hui possible de créer du cuir à partir de n'importe quelle peau. Les tendances de l'industrie de la mode poussent, au fil des saisons, les fabricants à trouver toujours plus de variétés. Alors que traditionnellement, la maroquinerie utilisait le cuir d'animaux de ferme, tels que la vachette, le mouton, le porc, etc. 
Cependant, d'autres cuirs plus exotiques ont également une place prépondérante dans le secteur, et ce parce qu'ils représentent une certaine idée du luxe. Ces cuirs sont appréciés pour leur qualité et pour leur grain inimitable. 
Leurs prix s'expliquent par différentes raisons. D'une part, ce sont des cuirs difficiles à travailler, ayant chacun leurs caractéristiques. Il faut de nombreuses heures de confection pour arriver à un résultat satisfaisant. D'autre part, la majeure partie de ces cuirs proviennent d'espèces protégées, cette protection engendrant l'effet de rareté.

## Les types de cuirs
- Antilope : atteignant une forte valeur entre août et octobre, la peau de cet animal est assez difficile à travailler. Elle se tache facilement. Elle possède les mêmes caractéristiques que celle du chamois.
- Oiseaux : quelques oiseaux sont également utilisés pour l'industrie du cuir.

1. Autruche : cuir particulièrement durable qui se reconnait facilement grâce à l’aspect granuleux de son envers. Les petites perles sont le point de départ des plumes. C’est le seul oiseau réellement viable pour l’industrie du cuir. Sa peau est souple et vieillit bien ; elle patine avec le temps. Il existe de nombreuses possibilités avec ce cuir. La peau des pattes est également utilisée pour faire du cuir. Cependant, son aspect est totalement différent. Le premier producteur du cuir d'autruche est l’Afrique du Sud.[réf. souhaitée]
2. Volailles : à noter comme exemple des possibilités qu'offrent les techniques modernes de tannage, certaines volailles sont également exploitées de façon anecdotique, car seules les pièces de peau issues des pattes sont utilisées. On utilise le cuir des pattes d'émeu, de dinde et même de poulet pour la confection de bracelets de montres de luxe. Le motif du derme très irrégulier rappelle celui des cuirs d'alligator.

- Batraciens :

1. Crapaud : la peau est rugueuse et présente des boursouflures. Elle est très résistante. L’une des espèces utilisées est le crapaud buffle américain.
2. Grenouille : son cuir est fin et fragile. Il présente un aspect lisse, contrairement au crapaud. L’espèce utilisée est la grenouille Rana d’Amérique du Sud.

- Buffle : employé pour les articles solides en maroquinerie, on l'utilise surtout pour la sellerie.
- Crocodilidés : dans l’industrie du cuir, on utilise plusieurs types de crocodilidés. On utilise surtout la peau du ventre, du dessous de la queue et des flancs.

1. Alligator : provenant de Louisiane, de Floride et de Chine, l’animal est plus petit que le crocodile. Sa peau présente des écailles dorsales moins saillantes. C’est le crocodilidé le plus utilisé en maroquinerie.[réf. souhaitée]
2. Crocodile : on le trouve partout dans le monde. Étant plus massif que l’alligator, ses écailles dorsales sont plus saillantes. Élevé en ferme d’élevage mais aussi chassé, il est régi par la convention de Washington. On utilise le plus souvent le crocodile du Nil et le crocodile de mer.
3. Gavial : menacé d’extinction et donc protégé par la convention de Washington, le cuir de cet animal est rare. Originaire d’Asie, sa peau est très recherchée par les maroquiniers en raison de sa qualité.

- Poisson : le cuir de poisson est intéressant pour ses motifs et sa pigmentation. Essentiellement utilisé pour la fabrication de chaussures et de sacs, la peau de poisson est tannée comme les autres peaux animales[2]. Parmi les espèces utilisées, on trouve le saumon, la perche, l’esturgeon, etc.

1. Saumon : provenant principalement de fermes d'élevage d'Islande et de Norvège, sa peau présente des écailles fines. Son aspect élégant et sa solidité en font le cuir de poisson le plus utilisé.
2. Perche : provenant du Nil, sa peau est résistante et est reconnaissable grâce à ses larges écailles rondes et douces.
3. Loup de mer : sa peau est lisse car dépourvue d'écailles. On le reconnait par ses taches sombres, et les « rayures » que l'on observe parfois sur le cuir sont en réalité dues aux frottements des rochers marins.
4. Cabillaud : sa peau présente des écailles plus fines que le saumon, et sa texture est tantôt lisse, tantôt rugueuse.
5. Esturgeon : poisson connu pour ses œufs (caviar), il est donc rare. Son cuir est par conséquent cher.
6. Anguille : poisson sans écaille, sa peau présente un aspect brillant.
7. Tilapia : son cuir est moins solide que le saumon et la perche, mais il reste néanmoins original. Il provient principalement d'Afrique[réf. souhaitée].
8. Galuchat : de son nom scientifique Pastinachus sephen, plus communément appelé raie à aiguillon, ne vit que dans les eaux de l’Indopacifique. Reconnu comme le cuir le plus difficile à travailler en raison des écailles bombées de l’animal, cela en fait le plus cher des cuirs.
9. Requin : la peau du requin est garnie de petits tubercules très serrés les uns contre les autres, ce qui la rend très dure et la protège de la morsure des autres animaux. De couleur brune sur le dos et les côtes, elle est blanche sur le ventre. Les articles de maroquinerie en peau de requin ont connu autrefois une certaine vogue. Cette dernière est depuis retombée car le coût de la peau et de sa fabrication est très élevé. De plus cette peau est difficile à travailler. On l’emploie pour faire de grands porte-cartes, des buvards avec ornements de bijouterie, et surtout pour la confection de boites de gainerie.

- Dauphin : la peau est noire et d’un brun foncé sur le dos et est blanchâtre sur le ventre. L’épiderme est transparent et épais sur toute la surface du corps. Mêmes caractéristiques que le phoque.
- Éléphant : très peu utilisé en maroquinerie en raison de la protection de l’espèce, l’abattage est régi par la convention de Washington. Elle ne peut se faire que dans les fermes d’élevage ou dans un groupe d’individus dont le pays d’origine a émis un quota. Le cuir d’éléphant présent dans les articles en cuir ne peut provenir de braconnage car la peau possède un code barre assurant ainsi la traçabilité de l’animal. Cette peau est très résistante, rugueuse et épaisse. En raison de la taille de l’animal, il offre une large gamme de produits.
- Kangourou : cuir particulièrement résistant au déchirement et donc essentiellement utilisé pour les articles de sport tel que les chaussures de sport, les gants de baseball ou encore les combinaisons de moto.
- Lézard : on utilise en maroquinerie la peau du lézard gris et celle du lézard vert. Le second a un rendu plus esthétique que le premier. La peau est très difficile à travailler, on en fait surtout des pièces qui ne nécessite pas beaucoup de parage. Il n’est possible avec cette peau que de fabriquer de petites pièces en maroquinerie telle que porte-cartes ou porte-monnaie. On n’emploie que le corps étant donné que la queue et les pattes ne sont d’aucune utilité. C’est le moins cher des cuirs de reptiles. Les espèces utilisées sont le varan de Malaisie, le varan du Nil et le téju.
- Morse : idem que le phoque

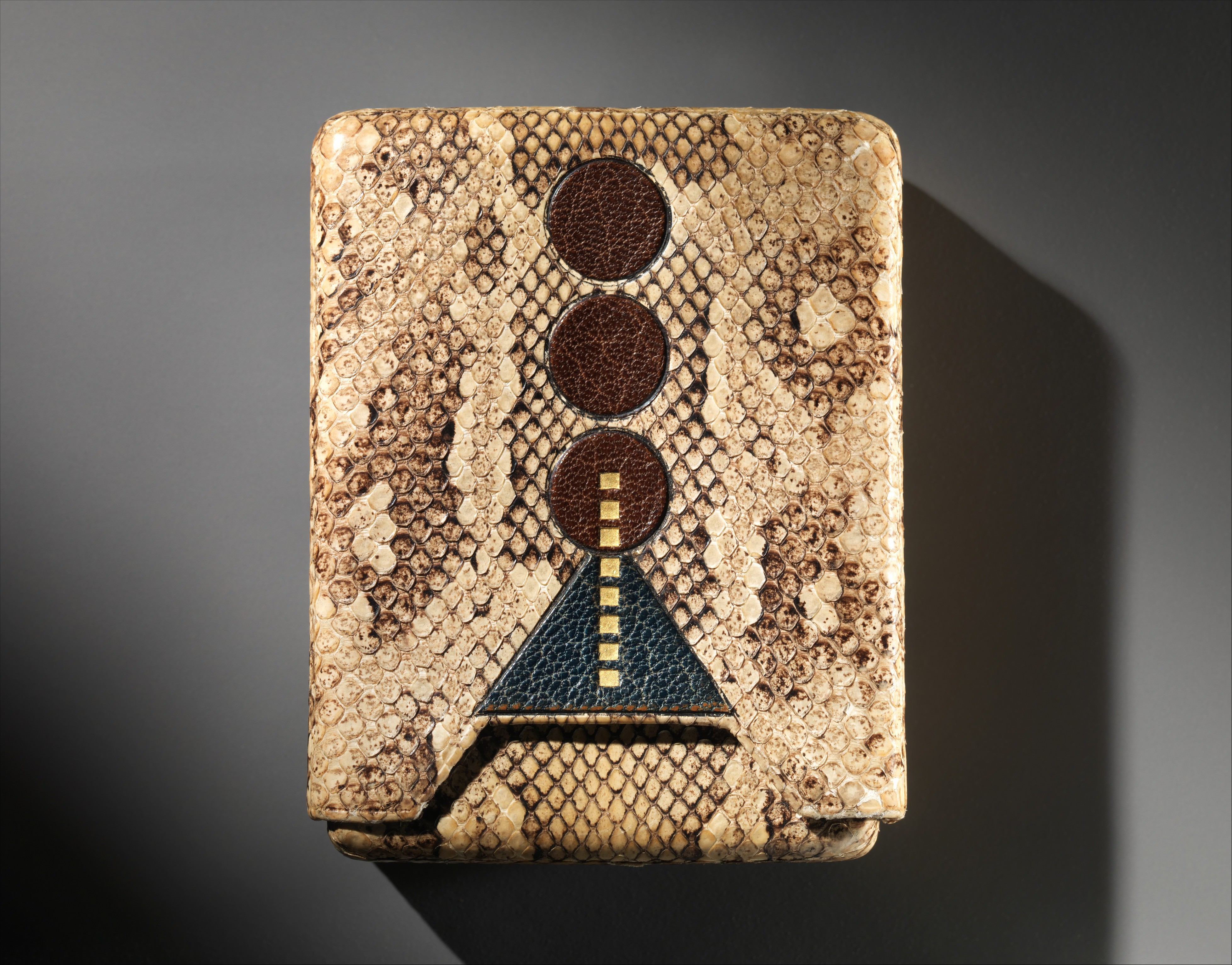
Un étui à cigarette d'époque Art déco en peau de serpent, dessiné par Pierre Legrain vers 1925

- Serpent : le serpent doit être tué en dehors des époques de mue si l’on veut utiliser sa peau. On utilise plusieurs types de serpents.

1. Anaconda : serpent aquatique constrictor non venimeux, il fait partie de la famille des boas. Offrant une peau très résistante et épaisse, elle est parsemée de larges écailles arrondies et souples. Ce cuir est rare.
2. Serpent de mer : caractérisé par de petites écailles lisses et hexagonales, il se situe entre le lézard, le python et le karung. Sa peau est souple.
3. Cobra : la peau de cet animal est proche du serpent de mer et du python.
4. Python : son cuir est souple et fin. Il s’adapte à toutes possibilités grâce à des écailles solides. Il n’existe pas de fermes d’élevage, l’animal est donc chassé.

- Pécari : cuir pleine fleur provenant de la peau d’un cochon sauvage d’Amérique du Sud teint avec un colorant à l’aniline et généralement recouvert d’une très fine couche de pigment. Le cuir de pécari est utilisé essentiellement en confection masculine.
- Phoque : la peau du phoque est recouverte d’un poil ras et est moucheté blanc et noir. On distingue deux types de peaux : celles des jeunes individus de moins de deux ans qui sont employées dans la confection de ceinture de dames, et celles de plus de deux ans qui sont plus difficiles à travailler car on rencontre dans la chair des graviers. C’est une matière solide et est appréciée pour son grain régulier.

## Protection des espèces
Parce que certaines de ces espèces sont protégées par la convention CITES, les cuirs utilisés sont pour la plupart issus de ferme d’élevage ou régulés par des quotas. Cependant, il existe encore aujourd’hui un trafic illégal de ces espèces à cause de la forte valeur qu’elles représentent sur le marché.

## Les cuirs exotiques dans la maroquinerie
L'industrie de la mode, et plus particulièrement la maroquinerie, est friande des cuirs aux grains originaux. Les cuirs exotiques répondent exactement à ce critère puisqu'ils offrent visuellement un graphisme particulier. 
Les maroquiniers français tels que Hermès, Louis Vuitton ou encore Lancel utilisent ces peaux dans leurs collections de sacs et accessoires. Ils créent des sacs ou déclinent des modèles déjà existant en cuir exotique. Ainsi le Kelly d'Hermès est modernisé avec des matières comme le croco, le python ou encore l'autruche. De même, le "sac seau" Premier Flirt, pièce phare de Lancel, est décliné en plusieurs versions exotiques. 
Mise à part ces maisons, d'autres enseignes plus récentes proposent également des articles en cuirs exotiques. C'est le cas de Missiessy par exemple qui fait de cette matière une spécialité.